# Militär-Carls-Orden
Der Württembergische Militär-Carls-Orden, auch französisch Ordre Militaire de St. Charles, wurde im Siebenjährigen Krieg durch den württembergischen Herzog Carl Eugen von Württemberg an seinem 31. Geburtstag, dem 11. Februar 1759, als militärischer Verdienstorden gestiftet. Nach dem Militär-St.-Heinrichs-Orden und dem Militär-Maria-Theresien-Orden war er der dritte Militärverdienstorden im Heiligen Römischen Reich. Er konnte als Belohnung für herausragende Leistungen von Offizieren verleihen werden, die mindestens 15 Jahre lang in der württembergischen Armee gedient und an zwei Feldzügen teilgenommen hatten. In Ausnahmefällen konnte er für außerordentliche Tapferkeit bereits vorher und auch an Unteroffiziere und Soldaten verliehen werden, womit die Beförderung zum Offizier verbunden war. 
Er bestand aus zwei Ordensklassen: 
- 10 Commandeurs oder Großkreuz
- 24 Chevaliers

Mitglieder fürstlicher Familien wurden hierbei nicht mitgezählt. Ein mit dem Orden ausgezeichnete Person durfte die Würde in seinen Titel setzen.
Das Ordenszeichen bestand aus einem goldenen, weiß emaillierten Malteserkreuz mit der Ordensdevise BENE ME:REN:TIBUS („denjenigen, welche sich wohl verdient gemacht haben“). In der Mitte befand sich ein blau emailliertes Medaillon mit zwei verschlungenen C. Das Großkreuz der Commandeurs war etwas vergrößert und trug dazu noch einen goldenen Herzogshut und wurde am gelben Ordensband um den Hals getragen, das Kleinkreuz der Chevaliers im Knopfloch. Wer auch Ritter des Großen Herzoglichen Ordens war, band an dessen Ordenskreuz auch das des Militär-Carls-Ordens. Der Orden war immer zu tragen. Wurde ein Mitglied ohne Ordenszeichen angetroffen, so musste er eine Strafe von 20 Reichstalern zahlen. Wer den Orden länger nicht trug, wurde dessen verlustig erklärt. Ohne besondere Erlaubnis des Herzogs durfte zudem kein anderer Orden getragen werden. Nach dem Tod eines Mitglieds war die Dekoration an die Ordenskanzlei rückgabepflichtig.
Aus der vom Herzog eingeführten Ordenspensionskasse kamen die zehn ältesten Commandeurs in den Genuss einer jährlichen Pension von 400 Gulden. Die 24 ältesten Chevaliers konnten jeweils 200 Gulden jährlich erhalten.
Der Orden hatte sechs Beamte:
1. Der älteste Commandeur war Ordenskanzler
2. Ein Chevalier wurde zum Ordensrat ernannt
3. Der Quartiermeister der Garde zu Fuß war Ordensschatzmeister
4. Der Auditeur der Garde war Ordensregistrator
5. und 6. Die Sekretäre zweier Gardekompanien waren Ordensherolde

Herzog Friedrich von Württemberg erneuerte am 6. November 1799 den Orden als Militär-Verdienstorden. Der Carls-Orden blieb formal bestehen, jedoch wurden keine neuen Mitglieder ernannt. Bisherige Mitglieder wurden in den neuen Orden übernommen, wenn sie mindestens 25 Jahren aktiv in der Württembergischen Armee gedient hatten, die übrigen durften ihre Dekoration weiter tragen. Der Carls-Orden erlosch im Laufe des 19. Jahrhunderts.